# بخش لااهول و اسپیتی
بخش لااهول و اسپیتی (به انگلیسی: Lahaul and Spiti district) یک منطقهٔ مسکونی در هند است که در هیماچال پرادش واقع شده‌است. بخش لااهول و اسپیتی ۱۳٬۸۳۳ کیلومتر مربع مساحت و ۳۱٬۵۶۴ نفر جمعیت دارد.